# 福家堂本舗
『福家堂本舗』（ふくやどうほんぽ）は遊知やよみによる日本の漫画作品。1995年から2000年まで『ぶ〜け』（集英社）にて連載されていた。単行本全11巻、文庫本全7巻。
その後、続編となる『福家堂本舗 弐』が『月刊YOU』2016年9月号より連載開始。続編は30年後を舞台として描かれている。2017年8月25日現在既刊1巻。2017年4月号より休載中。

## あらすじ
京都東山の老舗和菓子屋・福家堂を切り盛りする、女将の駒子と長女の雛。その日もいつものように銀行員の桧山が定期預金の話をしに来た…と思ったら、何と雛にプロポーズをしてきた。しかも雛がそのプロポーズを受けるというから駒子は激怒、仕方なく次女・あられを跡継ぎにしようとする。
創業450年の重い暖簾と伝統を背景に三姉妹の葛藤・恋愛・成長を描く。

## 登場人物

### 福吉家
福家堂：創業450年、駒子の代で17代目。伝統を重んじてガイドブックにも載せない。古くは茶をこよなく愛したという豊臣秀吉にも菓子を献上したと伝えられており、現在も茶事・茶会に欠かせない老舗として名を馳せている。
福吉 雛（ふくよし ひな）
しっかり者の長女。25歳。福家の跡継ぎとして、母親の言うとおりに歩んできた人生に嫌気がさしている。桧山のプロポーズを受ける。
目立ち過ぎず、控え過ぎず、よく気がつき、よく働き、口も上手い親孝行な娘として近所では評判。
福吉 あられ（ふくよし あられ）
次女。短大卒業後、実は大手の会社に合格していたものの辞退し、就職せずぶらぶらしている。気ままで自由奔放で雛とは正反対の性格。健司のことが好き。
誰よりも福家の和菓子を愛している。菓子をよくつまみ食いする。福家の伝統を誇りに思っており、他人に「古臭い」などと揶揄されると激怒する。
福吉 ハナ（ふくよし はな）
三女。中学2年生。身長 (165cm) が、好きな人より高いことが悩み。
福吉 駒子（ふくよし こまこ）
雛・あられ・ハナの母親。福家堂の女将で、夫が亡くなってから一人で店を切り盛りしてきた貫禄にあふれる女性。
福吉 宗一（ふくよし そういち）
駒子の夫。故人。福家堂の菓子職人だった。駒子の親は駒子の姉と結婚させる予定だったが、駒子と恋仲になり結婚した。
菊蔵曰く「無口で無愛想だが、繊細で上品な菓子を作る男」だった。

### 福家堂
宮迫 健司（みやさこ けんじ）
菓子職人。福家堂の商品のいくつかは健司が創作したもの。和菓子のコンテストで入賞したこともある。大阪出身。実家も和菓子屋で、高校卒業後に福家へ来た。
かつては雛のことが好きだったが、今はあられのことが好き。
清さん（せい さん）
菓子職人。工場長を務める。
渡貫（わたぬき）・岸（きし）・杉（すぎ）
菓子職人。順に、31歳・25歳・22歳。岸はあられのことが好き。

### 桧山家
桧山 薫（ひのやま かおる）
銀行員。突然、雛にプロポーズする。普段は関西弁を使わない。海外赴任を打診され、銀行を退職。鈴鳴屋へ入社。
桧山 菊蔵（ひのやま きくぞう）
薫の祖父。大正10年生まれ。鈴鳴屋百貨店取締役会長。戦後の動乱の中、鈴鳴屋を見事に再興させ、全国展開まで果たした、京都で名を知らぬ人はいないほどの大人物。京都商工会連盟会頭。妻は元舞妓。
桧山 珠緒（ひのやま たまお）
薫の母親。N食品社長の四女。夫の死以来、薫を菊蔵に任せ、芦屋の屋敷で暮らしている。

### その他
庵 智（いおり とも）
ハナの同級生。ハナのことが好き。高校進学前に親の仕事の都合で転校してしまう。
市雀（しじゃく）
舞妓。本名は紗十子（さとこ）。中学卒業後に花柳界へ。薫と付き合っていた時期があった。
壬生 直輔（みぶ なおすけ）・壬生 鞍輔（みぶ くらすけ）
ハナと高校で同じクラスの男子。いとこ同士。
人間国宝の和蔵流狂言師・壬生百作の孫。「壬生の若様衆」として有名。

## 余談
- 当初は短期集中連載で3回で終わる予定だった（実際は全50回・全11巻まで続いた）[要出典]。
- 雑誌廃刊に伴い作品も終わらせることになったため、ラストの展開は急ぎ足である[要出典]。
- 当初は京都で一番古い老舗にしようと、「創業350年」にする予定だったが、その後創業400年余りの菓子屋があることを知り、「創業450年」に設定し直した[要出典]。

## 配信ドラマ
『福家堂本舗-KYOTO LOVE STORY-』として、2016年10月19日よりAmazonプライム・ビデオで連続ドラマが配信された 。主演は早見あかり。

### キャスト
福吉 あられ
演 - 早見あかり
宮迫 健司
演 - 市原隼人
福吉 雛
演 - 佐々木希
桧山 薫
演 - 山下健二郎（三代目J Soul Brothers）
福吉 ハナ
演 - 宮野陽名
庵 智
演 - 前田旺志郎
福吉 駒子
演 - 浅野ゆう子
織部 清作 (清さん)
演 - 田中泯
市岡 笑十郎（歌舞伎役者）
演 - 尾上右近
市雀（中村紗十子）
演 - 小島藤子
その他
中村靖日、長村航希、大倉裕真、ほか

### スタッフ
- 原作 - 遊知やよみ
- 脚本 - 永田優子
- 監督 - 古澤健、本田隆一、大谷健太郎
- 音楽 - 林祐介
- サウンドデザイン - 石井和之
- プロデューサー - 関川友理
- アソシエイトプロデューサー - 高石明彦
- 京菓子監修 - 京菓子司「末富」
- 特別協力 - JR東海ツアーズ、下鴨神社
- 技術協力・ポスプロ - ビデオスタッフ
- 照明協力 - ザ・ホライズン
- 美術協力 - フジアール
- 音響効果 - スポット
- 制作・著作 - The icon

### 主題歌
- オープニングテーマ - MACO「love letter」[3]
- エンディングテーマ - Ms.OOJA「You are beautiful」[3]

## 書誌情報

### 単行本
- 遊知やよみ 『福家堂本舗』 集英社 〈マーガレットコミックス〉、全11巻
  1. 1995年11月24日発売[5]、ISBN 4-08-848434-7
  2. 1996年6月25日発売[6]、ISBN 4-08-848523-8
  3. 1996年12月16日発売[7]、ISBN 4-08-848595-5
  4. 1997年6月25日発売[8]、ISBN 4-08-848671-4
  5. 1997年12月17日発売[9]、ISBN 4-08-848752-4
  6. 1998年7月24日発売[10]、ISBN 4-08-848841-5
  7. 1998年12月17日発売[11]、ISBN 4-08-847007-9
  8. 1999年5月25日発売[12]、ISBN 4-08-847072-9
  9. 1999年10月25日発売[13]、ISBN 4-08-847136-9
  10. 2000年3月24日発売[14]、ISBN 4-08-847202-0
  11. 2000年7月25日発売[15]、ISBN 4-08-847255-1
- 遊知やよみ 『福家堂本舗 弐』 集英社 〈マーガレットコミックス〉、既刊1巻
  1. 2017年8月25日発売[16]、『YOU』2016年9月号[1] - 10月号、12月号、2017年1月号、3月号、ISBN 978-4-08-845692-8

### 文庫本
- 遊知やよみ 『福家堂本舗』 〈集英社文庫〉、全7巻
  1. 2008年12月12日発売[17]、ISBN 978-4-08-618831-9
  2. 2008年12月12日発売[18]、ISBN 978-4-08-618832-6
  3. 2009年2月18日発売[19]、ISBN 978-4-08-618833-3
  4. 2009年2月18日発売[20]、ISBN 978-4-08-618834-0
  5. 2009年4月17日発売[21]、ISBN 978-4-08-618835-7
  6. 2009年4月17日発売[22]、ISBN 978-4-08-618836-4
  7. 2009年5月15日発売[23]、ISBN 978-4-08-618837-1